# Deerhoof vs. Evil
Deerhoof vs. Evil è il decimo album in studio del gruppo musicale statunitense Deerhoof, pubblicato nel 2011.

## Tracce
Testi e musiche di Ed Rodriguez, Greg Saunier, John Dieterich, e Satomi Matsuzaki, eccetto dove indicato.
1. Qui Dorm, Només Somia – 3:12
2. Behold a Marvel in the Darkness – 3:29
3. The Merry Barracks – 3:31
4. No One Asked to Dance – 2:16
5. Let's Dance the Jet (Mikīs Theodōrakīs) – 1:36
6. Super Duper Rescue Heads! – 2:35
7. Must Fight Current – 2:53
8. Secret Mobilization – 3:03
9. Hey I Can – 2:13
10. C'Moon – 2:07
11. I Did Crimes for You – 3:09
12. Almost Everyone, Almost Always – 2:41